# Cynorkis
Cynorkis es un género de orquídeas de hábitos terrestres. Tiene 159 especies. Es originario de Madagascar, las Mascareñas y Sudáfrica.
Son plantas herbáceas que tienen pocas hojas basales y pocas hojas sobre el tallo desde la que surge una inflorescencia terminal con pocas o muchas flores. 

## Especies deCynorkis
A continuación se brinda un listado de las especies del género Cynorkis aceptadas hasta mayo de 2011, ordenadas alfabéticamente. Para cada una se indica el nombre binomial seguido del autor, abreviado según las convenciones y usos y la publicación válida.
- Anexo:Especies de Cynorkis